# 샘와이즈 갬지
샘와이즈 갬지(Samwise Gamgee), 통칭 샘(Sam)은 J. R. R. 톨킨의 가운데땅을 무대로 한 소설 《반지의 제왕》의 프로도의 원예사 등장인물이다. 프로도와 간달프의 이야기를 우연히 엿들어서 반지 원정대의 일원으로 절대반지를 파괴하러 프로도와 메리, 피핀과 함께 모르도르로 떠난다. 골룸이 쉴로브에게 프로도를 넘겼을 때 구해준다. 

## 생애
프로도의 정원사로 일하다가, 우연히 간달프와 프로도의 절대 반지이야기를 엿들었다. 그리고, 간달프가 샘을 찾아냈고, 반지 원정대의 일원으로 절대 반지를 파괴하러 프로도와 피핀, 메리와 샤이어를 떠난다.
반지의 제왕: 반지 원정대에서 사루만이 보낸 오크와 우르크하이가 반지 원정대를 공격했을 때 프로도가 혼자 가려고 했지만, 포기 하지 않은 샘이 끝까지 따라가 프로도에게 끝까지 돕게 된다.   골룸을 만났을 때 프로도가 길잡이로 정하려고 할 때 사악한 놈이라고 반대했지만, 프로도 배긴스가 길잡이로 잡으면서 끝내 포기한다. 파라미르를 만난 후 골룸이 샘을 쫓아내고 절대 반지를 차지 하기 위해 몇개 안 남은 렘바스의 가루를 자고 있는 샘에게 부리고, 남은 램바스를 산아래로 던져 샘을 드디어 쫓아낸다. 하지만 샘이 샤이어로 가려고, 산아래로 내려가다가 골룸이 던진 렘바스 빵을 보고 다시 산을 올라가 골룸이 프로도를 쉴로브에게 넘겼을 때 쉴로브를 죽여 위기에 처한 프로도를 구한다. 
오크들이 프로도 위치로 올 때 절대 반지를 빼서, 오크들이 프로도를 잡아갔을 때 다시 탑에서 프로도를 탑에서 구해서 내려온다. 그리고, 모르도르의 산 속으로 들어갈 때 기력을 다했지만 절대 반지의 파괴를 위해 방해하는 골룸을 저지하며 프로도를 모르도르의 산 속에 겨우 같이 안전하게 운반했다. 그러나, 절대 반지의 유혹을 참지 못 한 프로도가 반지를 끼고 만다. 하지만 골룸이 프로도의 손가락을 물어 뜯어 반지를 가지고 돌 끝에서 기뻐서 방 방 뛰다가 돌이 부서져 모르도르의 용암 속으로 떨어져 파멸하고, 절대 반지도 파괴되며, 프로도와의 반지의 운반과 파괴 두 개 모두를 성공한다. 그리고, 샤이어로 돌아갔다. 그리고 프로도가 샘의 업적을 칭찬하고, 로즈 코든 가드너와 결혼한다. 후에 아이를 13명을 낳게 되고, 천상계로 건너간 빌보 배긴스와 프로도 배긴스를 보러 천상계로 건너간다.